# Tumulus van Wouteringen
De Tumulus van Wouteringen is een Gallo-Romeinse grafheuvel in Wouteringen (Frans: Otrange) in de Belgische provincie Luik in de gemeente Oerle. Ze is een opvallende heuvel direct gelegen aan de Chausseé Romaine die verderop Romeinse Kassei heet en het wegnummer N69 draagt.
Hier lag ooit de Romeinse weg van Bavay naar Tongeren als onderdeel van de weg van Boulogne-sur-Mer naar Keulen. Tevens ligt ze aan de weg Rue Saint-Eloi. Op de heuvel staat er een kapelletje gewijd aan Sint-Eligius (Sint-Elooi) met in de muur een steen met het jaartal 1830.
De tumulus werd in 1975 samen met haar omgeving, waaronder de Sint-Eligiuskapel, beschermd als monument en als landschap.

## Galerij

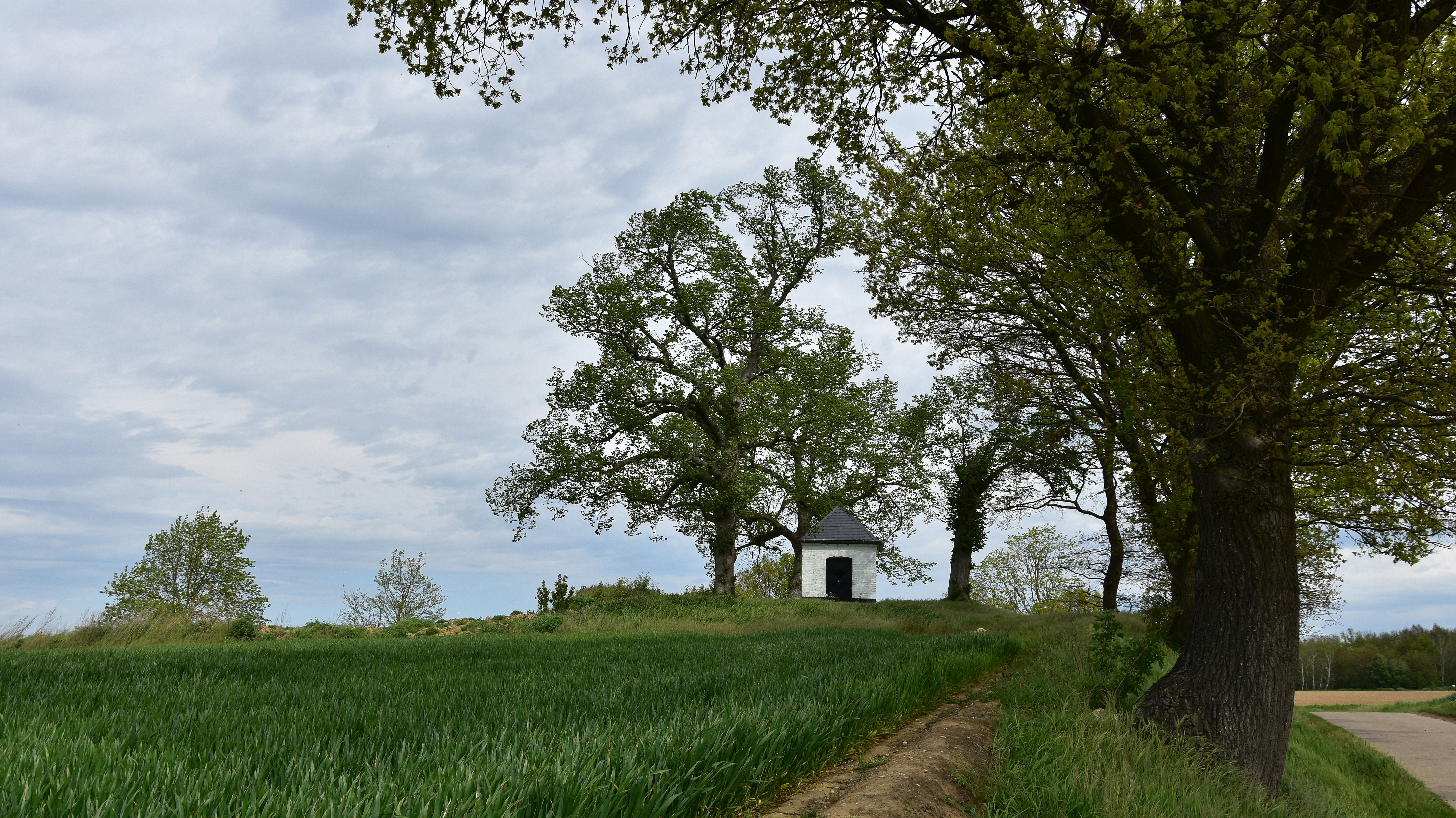
Tumulus met de Sint-Eligiuskapel
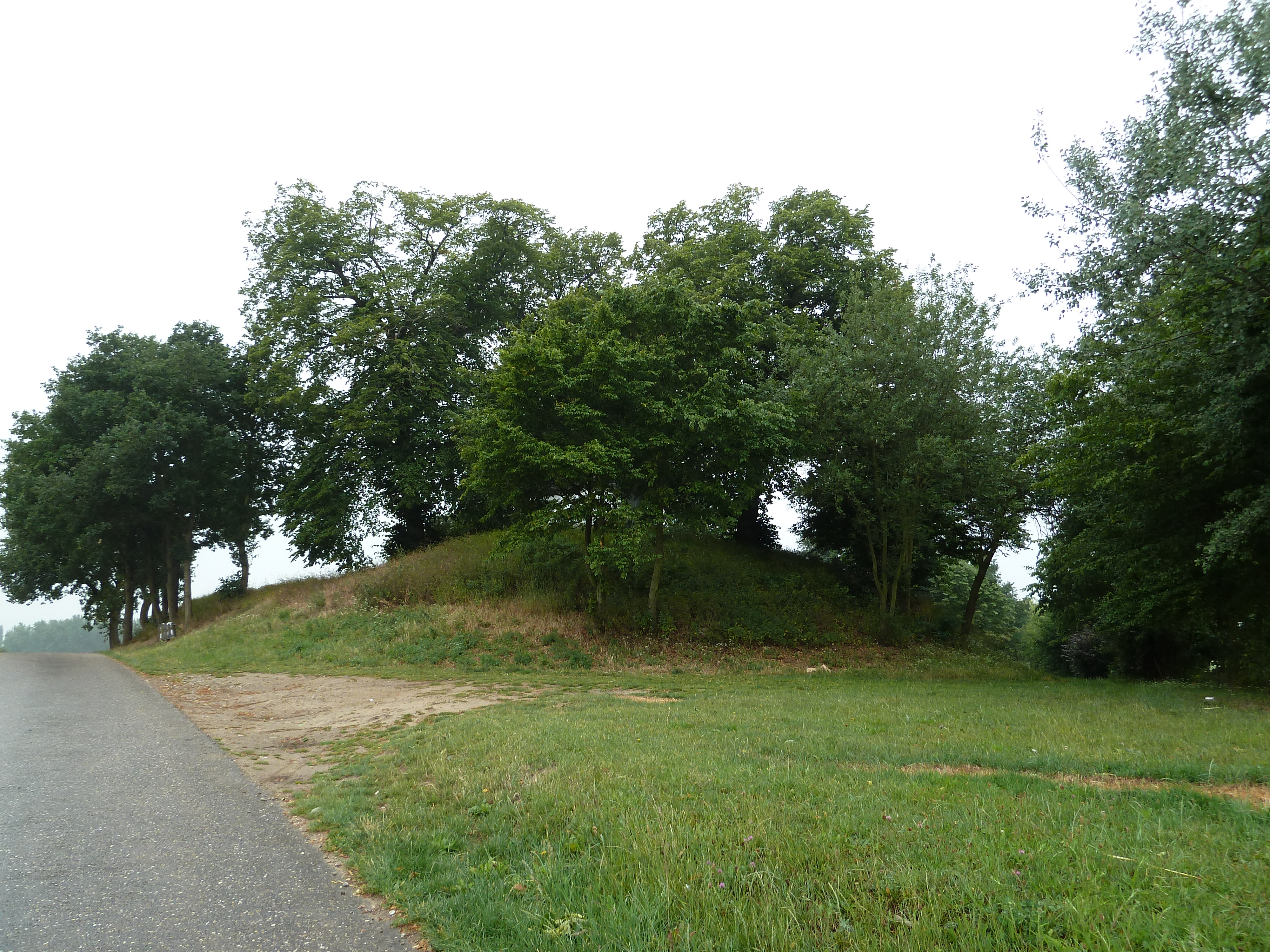
Tumulus van Wouteringen
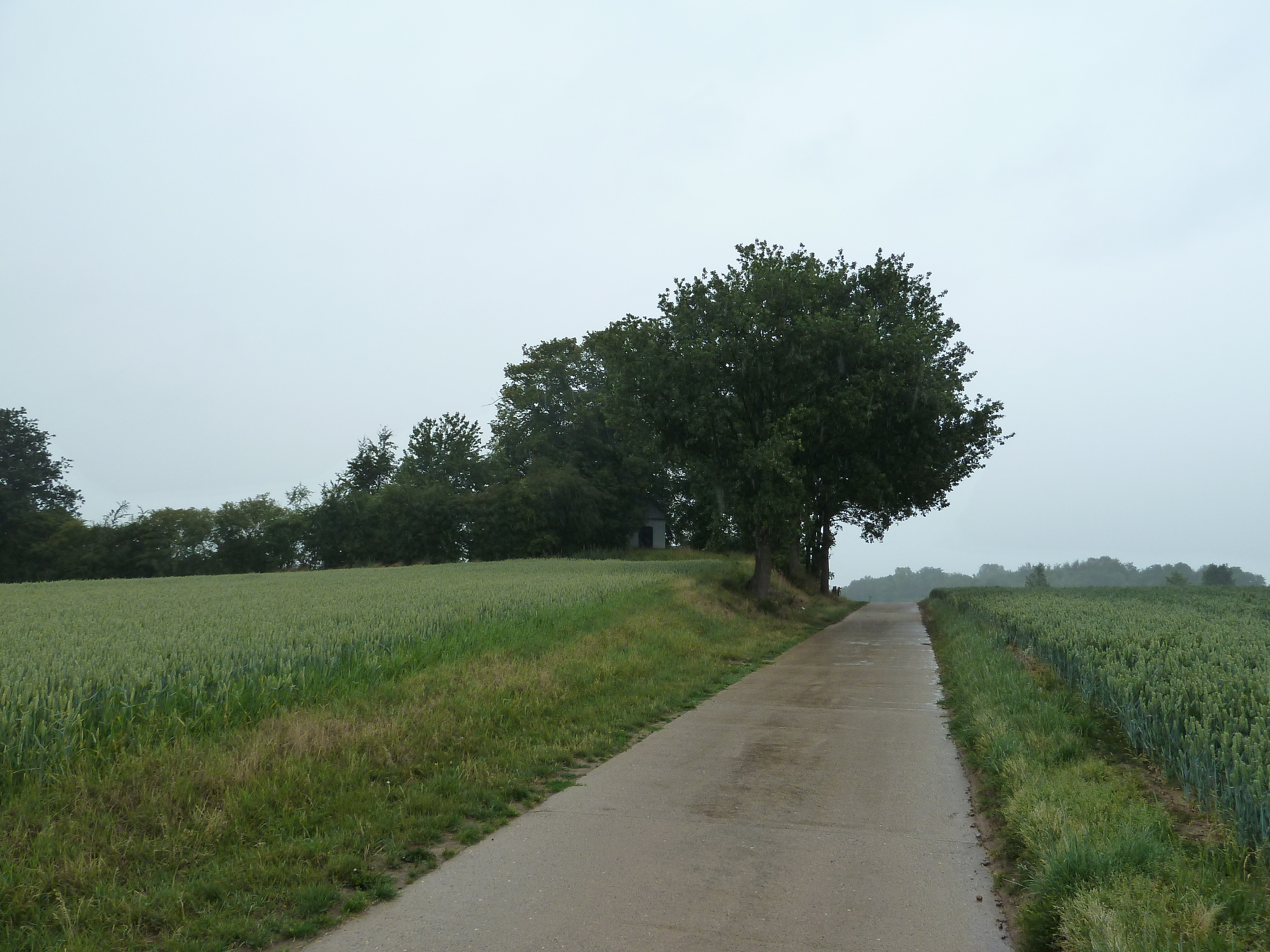
Tumulus van Wouteringen